# Elizabeth Smylie
Elizabeth "Liz" Smylie (nascida Sayers: Perth, 11 de abril de 1963) é uma ex-tenista profissional australina.

## Grand Slam finais

### Duplas: 5 (1 título, 4 vices)
| Posição | Ano  | Campeonato          | Piso  | Parceira       | Oponentes                          | Placar        |
| ------- | ---- | ------------------- | ----- | -------------- | ---------------------------------- | ------------- |
| Campeã  | 1985 | Wimbledon           | Grama | Kathy Jordan   | Martina Navratilova Pam Shriver    | 5–7, 6–3, 6–4 |
| Vice    | 1987 | Wimbledon           | Grama | Betsy Nagelsen | Claudia Kohde-Kilsch Helena Suková | 7–5, 7–5      |
| Vice    | 1987 | US Open             | Duro  | Kathy Jordan   | Martina Navratilova Pam Shriver    | 5–7, 6–4, 6–2 |
| Vice    | 1990 | Wimbledon           | Grama | Kathy Jordan   | Jana Novotná Helena Suková         | 6–3, 6–4      |
| Vice    | 1993 | Aberto da Austrália | Duro  | Pam Shriver    | Gigi Fernández Natasha Zvereva     | 6–4, 6–3      |

### Duplas Mistas: 8 (3 títulos, 5 vices)
| Posição | Ano  | Campeonato | Piso  | Parceiro        | Oponentes                           | Placar        |
| ------- | ---- | ---------- | ----- | --------------- | ----------------------------------- | ------------- |
| Campeã  | 1983 | US Open    | Duro  | John Fitzgerald | Barbara Potter Ferdi Taygan         | 3–6, 6–3, 6–4 |
| Vice    | 1984 | US Open    | Duro  | John Fitzgerald | Manuela Maleeva Tom Gullikson       | 2–6, 7–5, 6–4 |
| Vice    | 1985 | Wimbledon  | Grama | John Fitzgerald | Martina Navratilova Paul McNamee    | 7–5, 4–6, 6–2 |
| Vice    | 1985 | US Open    | Duro  | John Fitzgerald | Martina Navratilova Heinz Günthardt | 6–3, 6–4      |
| Vice    | 1988 | US Open    | Duro  | Patrick McEnroe | Jana Novotná Jim Pugh               | 7–5, 6–3      |
| Vice    | 1990 | Wimbledon  | Grama | John Fitzgerald | Zina Garrison Rick Leach            | 7–5, 6–2      |
| Campeã  | 1990 | US Open    | Duro  | Todd Woodbridge | Natasha Zvereva Jim Pugh            | 6–4, 6–2      |
| Campeã  | 1991 | Wimbledon  | Grama | John Fitzgerald | Natasha Zvereva Jim Pugh            | 7–6(7–4), 6–2 |

## Olimpíadas

### Duplas: 1 medalha (1 bronze)
| Posição | Ano  | Local | Piso | Parceira       | Oponentes | Placar |
| ------- | ---- | ----- | ---- | -------------- | --------- | ------ |
| Bronze  | 1988 | Seul  | Duro | Wendy Turnbull | Não houve | -      |

Smylie e Turnbull perderam na semifinal para Zina Garrison e Pam Shriver 7–6(7–5), 6–4. Em 1988, não houve jogo de desempate pela medalha de bronze, ambas as duplas derrotadas receberam também a medalha de bronze. 

## WTA finals

### Duplas: 1 final (1 título, 0 vice)
| Posição | Ano  | Local         | Piso        | Parceira     | Oponentes                            | Placar        |
| ------- | ---- | ------------- | ----------- | ------------ | ------------------------------------ | ------------- |
| Campeã  | 1990 | New York City | Carpete (I) | Kathy Jordan | Mercedes Paz Arantxa Sánchez Vicario | 7–6(7–4), 6–4 |